# پائولو جیجلیونی
پائولو جیجلیونی (انگلیسی: Paolo Ghiglione؛ زادهٔ ۲ فوریهٔ ۱۹۹۷) بازیکن فوتبال اهل ایتالیا است که برای باشگاه جنوآ بازی می‌کند.
وی همچنین در تیم‌های ملی فوتبال زیر ۱۸ سال ایتالیا، زیر ۱۹ سال ایتالیا، و زیر ۲۰ سال ایتالیا بازی کرده‌است.